# Abraham Friedrich Mutach
Abraham Friedrich Mutach (* 9. November 1765 in Bern; † 2. Juli 1831 ebenda) war ein Schweizer Jurist und Politiker.

## Leben
Mutach wurde von 1770 bis 1779 von seinem Hauslehrer Jakob Nüsperli unterrichtet. 1778/1779 besuchte er das Gymnasium, anschliessend die Hohe Schule in Bern. Ab 1781 widmete er sich einem Studium des Rechts und promovierte 1784/1785 in Göttingen. Ab 1784 war Mutach als Hauptmann, ab 1795 als bernischer Grossrat sowie ab 1797 als Major und Gesandter Berns nach Paris tätig. Er war 1798 Mitglied der provisorischen bernischen Regierung und ab 1802 Oberrichter der bernischen Armee, Mitglied des Gross- und Kleinrats sowie des Finanzrats. Mutach gründete 1806 die erste Berner Brandversicherungsanstalt. Bedeutender war die Neugründung der Berner Akademie im Jahr 1805, deren erster Kanzler er wurde. Er hatte von 1819 bis 1830 das Amt als Präsident der akademischen Kuratel inne. Als Präsident der Vereinigungskommission für den Jura (Berner Jura) im Jahr 1815 leitete er die Verfassungsänderung und die Einführung der bernischen Verwaltung im Jura.
Mutach war ein einflussreicher liberaler Politiker. Seine Revolutions-Geschichte der Republik Bern 1789–1815 (geschrieben von 1817 bis 1820) gilt als bedeutendstes Geschichtswerk des bernischen Patriziats in der Restaurationsepoche.

## Archive
- Abraham Friedrich Mutach im Katalog der Burgerbibliothek Bern
- Streubestände in der Burgerbibliothek Bern